# Moonlight (Fernsehserie)
Moonlight ist eine Fantasyserie von den Autoren Ron Koslow und Trevor Munson, die ebenso als Produzenten neben Joel Silver, Gerard Bocaccio und Rod Holcomb arbeiten. Von 2007 bis 2008 wurden insgesamt 16 Episoden in einer Staffel produziert. Die Serie wurde von Warner Bros. Television und Silver Pictures produziert und hatte ihre US-Fernsehpremiere am 28. September 2007. CTV strahlte die Serie simultan in Kanada aus. In Australien lief die Serie am 12. Dezember 2007 auf Channel Nine an. Vom 23. Juni bis zum 22. September 2008 lief sie auch im deutschen Fernsehen auf ProSieben.

## Handlung
Der Privatdetektiv Mick St. John wurde von seiner ehemaligen Frau Coraline in der Hochzeitsnacht in einen Vampir verwandelt. Dies war vor 55 Jahren, und seitdem lebt Mick in Los Angeles und versucht, seine gefährliche zweite Natur zu kontrollieren. Vor mehr als 22 Jahren entführte Coraline ein kleines Mädchen, um Mick eine Familie zu geben und ihn an sich zu binden. Mick ertrug den Gedanken nicht, dass seinetwegen ein Kind verwandelt werden sollte, und tötete (anscheinend) seine Frau, um das Kind zu retten. Seitdem arbeitet Mick als Privatdetektiv, um für seine vielen Verbrechen zu büßen, und trinkt nicht mehr direkt von Menschen, sondern nur noch Konserven. Sein bester Freund Josef versucht, ihn zu den Freuden des Lebens zurückzubringen. Am Anfang der Serie begegnet er Beth Turner, einer Normalsterblichen, und beginnt sich in sie zu verlieben. Wie sich später herausstellt, war sie das kleine Mädchen, für dessen Rettung er seine Frau getötet hatte. Später taucht jedoch eine Frau auf, die seiner Exfrau sehr ähnlich sieht, sie ist allerdings eine Normalsterbliche. Es stellt sich heraus, dass es ein Heilmittel gibt, das den Vampirismus für eine Zeit aufhebt, und dass es wirklich Coraline ist. Mick wird mit Coralines Hilfe auch eine Zeit lang sterblich, muss dies aber aufgeben, um Beth zu retten. Am Ende der einzigen Staffel gesteht er Beth seine Liebe.

## Figuren
| Figur           | Darsteller       | Deutscher Sprecher |
| --------------- | ---------------- | ------------------ |
| Mick St. John   | Alex O’Loughlin  | Alexander Doering  |
| Beth Turner     | Sophia Myles     | Melanie Hinze      |
| Josef Kostan    | Jason Dohring    | Gerrit Schmidt-Foß |
| Coraline Duvall | Shannyn Sossamon | Sabine Arnhold     |
| „Mo“ Williams   | Tami Roman       | Gundi Eberhard     |
| Lt. Carl Davis  | Brian J. White   | Ingo Albrecht      |
| Josh Lindsey    | Jordan Belfi     | Robin Kahnmeyer    |
| Guillermo       | Jacob Vargas     | Nico Mamone        |
| Logan Griffen   | David Blue       |                    |
| Benjamin Talbot | Eric Winter      | Dennis Schmidt-Foß |
| Steve Balfour   | Kevin Weisman    | Bernhard Völger    |

### Mick St. John
Mick St. John ist Privatdetektiv und wurde in seiner Hochzeitsnacht im Jahr 1952 von Coraline in einen Vampir verwandelt. Sie brachte ihm die Grundlagen bei, jedoch konnte Mick ihr nie verzeihen, dass sie ihn in ein „Monster“ verwandelte. Sie trennten sich und Mick begann, als Privatdetektiv zu arbeiten.
1985 wurde er auf eine Entführung angesetzt und fand heraus, dass Coraline ein Kind entführt hatte, um mit ihm ein Familienleben führen zu können. Doch Mick lehnte es ab, befreite das Mädchen und ließ Coraline im brennenden Haus zurück. Seit jenem Tag versucht er den Menschen zu helfen, wo er kann. Das Mädchen – Beth – ließ er nie aus den Augen und sah zu, wie sie aufwuchs.
Mick ist mit dem Vampir Josef befreundet. Auch wenn sich ihre Lebenseinstellung grundlegend unterscheidet, so verbindet sie doch eine tiefe Freundschaft. Da Mick für Menschen arbeitet, hat er eine Abneigung gegen das Blutsaugen und ernährt sich fast ausschließlich von Blutkonserven.

### Beth Turner
Beth arbeitet für das Internetmagazin BuzzWire als Reporterin. Sie wurde als kleines Mädchen von Mick gerettet, als Coraline sie entführte. Seitdem schwärmt sie von ihrem Schutzengel, doch sie ahnt anfangs nicht, dass Mick es war, der sie rettete.
Ihre Beziehung mit Josh Lindsey gerät ins Wanken, da sie sich zu Mick hingezogen fühlt.
Im Laufe der Serie kündigt sie wegen Mick bei BuzzWire und fängt bei der Staatsanwaltschaft als zivile Ermittlerin an.

### Josef Kostan
Josef wurde 1599 geboren und ist ein erfolgreicher Geschäftsmann. Er ist Micks bester Freund, wohnt in einem Hochhaus und bevorzugt einen teuren Lebensstil. Im Gegensatz zu Mick trinkt er gerne frisches Blut von attraktiven Blutspenderinnen und feiert viele Partys.
Beziehungen zwischen Menschen und Vampiren betrachtet er sehr kritisch, da er selbst einst den Fehler beging, sich in einen Menschen zu verlieben. Er versuchte Sarah in einen Vampir zu verwandeln, doch da etwas schiefging, liegt sie seitdem im Koma. Sie altert jedoch nicht, weshalb Josef immer noch hofft, eines Tages eine Lösung zu finden.

### Coraline Duvall / Morgan Vincent
Coraline ist Micks Ex-Frau. Sie lernte ihn auf einer Party kennen, auf der Mick als Musiker engagiert war. In ihrer Hochzeitsnacht verwandelte sie ihn in einen Vampir, um ewig mit ihm zusammen zu bleiben. Doch Mick verließ sie, da er ihr nicht verzeihen konnte. Um ihn zurückzugewinnen, entführte sie 1985 ein kleines Mädchen, um gemeinsam eine Familie zu gründen. Mick befreite das Mädchen und ließ Coraline in den Flammen zurück. Es scheint so, als wäre sie tot.
22 Jahre später kehrt sie als Mensch unter dem Namen „Morgan Vincent“ zurück. Erst in der 9. Episode erfährt Mick, dass Morgan und Coraline identisch sind.
Sie stahl ein Heilmittel von ihrem Bruder Lance, das einen vorübergehend in einen Menschen verwandelt. Mick erzählt sie zuerst nichts, doch später weiht sie ihn ein und erzählt ihm, dass die Mischung von sieben Geschwistern aus der Blutlinie von Ludwig dem XVI. erschaffen wurde. Sie ist somit ein Mitglied des französischen Adels. Lance fängt sie und nimmt sie mit nach Frankreich, damit sie bestraft wird.

### Nebenfiguren
- Maureen „Mo“ Williams (8 Folgen): Beths Chefredakteurin bei BuzzWire.
- Lieutenant Carl Davis (7 Folgen): Beths Kontakt bei der Polizei.
- Josh Lindsey (7 Folgen): Beths Lebensgefährte. Er arbeitete als Bezirksstaatsanwalt. Im Laufe der Zeit vermutet er, dass Beth und Mick ein Verhältnis haben. In Folge 11 stirbt er bei einem Attentat.
- Guillermo (5 Folgen): ein Vampir. Er arbeitet im Leichenschauhaus des Krankenhauses und entnimmt dort den Toten Blut für sich selbst und verkauft die Konserven auch an Mick und andere Vampire.
- Logan Griffen (5 Folgen): ebenfalls ein Vampir. Er verbringt die meiste Zeit zu Hause mit Computerspielen und hat deshalb wenig Kontakt zu anderen Vampiren. Er ist ein Technik-Freak und verschafft Mick häufig wichtige Informationen.
- Benjamin Talbot (4 Folgen): Joshs Nachfolger in der Staatsanwaltschaft, der Beth einen Job anbietet.
- Steve Balfour (4 Folgen): ein Freund von Beth und Arbeitskollege bei BuzzWire.

## Hintergrund
Zuerst war im Gespräch die Fernsehserie in den USA unter dem Titel „Twilight“ zu drehen. Trevor Munson hat ein Drehbuch für eine 14–20 Minuten lange Pilotfolge geschrieben und im Januar 2007 bei Warner Bros. Television präsentiert. Als Zweitproduzenten kamen Joel Silver und Gerard Bocaccio und die Firma Silver Pictures dazu. Rod Holcomb drehte die Präsentationsfolge.
Als CBS sich dazu entschied einen Auftrag über 13 Folgen zu geben, wurde das Projekt in „Moonlight“ umbenannt.
Die Präsentationsfolge wurde von The Futon Critic mit nur einem von vier Sternen bewertet und sie legten CBS nahe, lieber die Fernsehserie Babylon Fields zu drehen. Ebenfalls wurde empfohlen, diese Pilotfolge neu zu drehen.
Mit der Serie Nick Knight – Der Vampircop gab es schon einmal eine Serie mit einem sehr ähnlichen Plot. Selbst die Kameraführung mit ihren schnellen Flügen über die nächtliche Stadt erinnert an diese Vampirserie aus den 1990ern.
Moonlight erhielt den People’s Choice Award als beste neue Dramaserie und den Saturn Award als beste neue Fernsehserie auf DVD.

### Besetzungsveränderungen
David Greenwalt kam als Show Runner im Mai 2007 hinzu. Gleichzeitig wurde bekanntgegeben, dass die Pilotfolge direkt gedreht werden würde. Hierfür wurden im Juni 2007 – bis auf den Hauptdarsteller Alex O’Loughlin – alle Rollen neu besetzt. Shannon Lucio, Rade Sherbedgia und Amber Valletta, die in der Präsentationsfolge die drei weiteren Hauptrollen Beth Turner, Josef Kostan und Coraline spielten, wurden durch Sophia Myles, Jason Dohring und Shannyn Sossamon ersetzt.
David Greenwalt verließ die Crew aus gesundheitlichen und persönlichen Gründen bereits im Juli 2007 und wurde durch Chip Johannessen im August 2007 ersetzt.

### Absetzung und mögliche Weiterführung
Am 13. Mai 2008 gab der Sender CBS bekannt, dass die Serie eingestellt werden würde. Nach Bemühungen, andere Sender zum Fortsetzen der Serie zu bewegen, wurde am 23. Juni 2008 in den USA bekannt gegeben, dass die Serie definitiv nicht weiter fortgeführt wird. Auch eine mögliche Übernahme durch den Pay-TV-Sender DirecTV scheiterte. Die Gespräche wurden ergebnislos abgebrochen. Am 17. Juni 2008 wurde bekannt, dass der zum Time Warner-Konzern gehörende Kabelsender TNT an der Übernahme interessiert ist. Letzten Endes wurde jedoch nie eine zweite Staffel in die Realität umgesetzt.

## Vampirbild der Serie
Das Vampirbild der Serie ist modern gehalten und zeigt (wie es unter anderem schon bei Blade der Fall war) nun auch Vampire in ihrem privaten und beruflichen Umfeld. Zudem ist die gängige Vorstellung, Vampire würden bei Sonnenlicht verbrennen, nun abgeschwächt worden, sodass Mick sich zwar im Sonnenlicht aufhalten kann, ohne größeren Schaden davonzutragen, die Sonne ihm jedoch trotzdem zu schaffen macht (was zum Beispiel auch bei Dracula der Fall ist). Nicht neu ist auch die Tatsache, dass Vampire durch Pflöcke nicht getötet, sondern nur gelähmt werden. Diese Neuformung des Pflockeinsatzes gab es bereits im Rollenspiel Vampire: Die Maskerade. Hinzu kommt, dass ein Vampir bei seinem Neuling bleiben muss, bis er komplett gewandelt ist, da dieser ansonsten unkontrollierbar werden kann. Ein Vampirbiss verwandelt das Opfer nur dann, wenn Blut des Vampirs in dessen Kreislauf gelangt.

## Episodenliste
| #  | Deutscher Titel            | Originaltitel             | Zusammenfassung | Dt. Premiere  | Premiere      | Regie               | Drehbuch                           |
| -- | -------------------------- | ------------------------- | --- | ------------- | ------------- | ------------------- | ---------------------------------- |
| 1  | Es gibt keine Vampire      | No Such Thing As Vampires | Mick St. John muss einen Mord an einer jungen Studentin aufklären. Dabei trifft er auf Beth, die über den Fall berichtet. So machen sich die beiden zusammen auf den Weg.                                                                                                   | 23. Juni 2008 | 28. Sep. 2007 | Rod Holcomb         | Ron Koslow & Trevor Munson         |
| 2  | Schatten der Vergangenheit | Out of the Past           | Ein Mann wird vorzeitig aus dem Gefängnis entlassen. Doch er ist einer der wenigen, der Micks Geheimnis kennt. Da Mick ihn ins Gefängnis gebracht hatte, will er nun Rache.                                                                                                 | 23. Juni 2008 | 5. Okt. 2007  | Fred Toye           | David Greenwalt                    |
| 3  | Dr. Feelgood               | Dr. Feelgood              | Ein Doktor wird auf der Straße von einem Vampir, der in einen Unfall verwickelt war, gebissen. Doch dabei verwandelt dieser ihn unabsichtlich. Der neu erschaffene Vampir gerät außer Kontrolle.                                                                            | 30. Juni 2008 | 12. Okt. 2007 | Scott Lautanen      | Gabrielle Stanton & Harry Werksman |
| 4  | Fieber                     | Fever                     | Mick passt für Josh auf eine Zeugin auf, die gegen einen Waffenhändler aussagen soll. Da es eine undichte Stelle bei der Polizei gibt, werden sie die ganze Zeit verfolgt. Letztlich finden sie Zuflucht in einem geschlossenen Motel in der Wüste.                         | 7. Juli 2008  | 19. Okt. 2007 | Fred Toye           | Jill Blotevogel                    |
| 5  | Ewige Jugend               | Arrested Development      | Ein junges Callgirl wird tot aufgefunden. An der Leiche findet Mick Hinweise auf einen Vampir. Der entpuppt sich als junger Mann, der vor 200 Jahren im Alter von 16 verwandelt wurde.                                                                                      | 14. Juli 2008 | 26. Okt. 2007 | Michael Fields      | Chip Johannessen                   |
| 6  | Black Crystal              | B.C.                      | Ein Model stirbt, während Beth eine Sendung über die Kollektion macht, für die das Modell posierte. Beth erfährt, dass sie die neue Droge „Black Crystal“ genommen hatte. Zeitgleich bittet Josef Mick, eine Vampirin zu suchen.                                            | 21. Juli 2008 | 2. Nov. 2007  | Paul Holahan        | Erin Maher & Kathryn Reindl        |
| 7  | Das Ebenbild               | The Ringer                | Mick lernt Morgan kennen, die eine neue Fotografin für BuzzWire ist. Sie sieht genauso aus wie seine Frau Coraline, doch sie ist sterblich und scheint ihn nicht zu kennen.                                                                                                 | 28. Juli 2008 | 9. Nov. 2007  | Chris Fisher        | Josh Pate                          |
| 8  | Die Blutbeichte            | 12:04 AM                  | Ein Mörder und Sektenführer wird hingerichtet. Noch auf dem elektrischen Stuhl schwört er der einzigen Zeugin, dem Richter und den Geschworenen eine ewige Rache. Nach und nach werden sie tot aufgefunden.                                                                 | 4. Aug. 2008  | 16. Nov. 2007 | Dennis Smith        | Jill Blotevogel                    |
| 9  | Fleur de Lis               | Fleur de Lis              | Beth traut Morgan nicht und will in ihrer Vergangenheit rumschnüffeln. Um sie abzulenken nimmt Mick Morgan mit – er soll rauskriegen, ob die Frau eines berühmten Geschäftsmannes ein Verhältnis hat.                                                                       | 11. Aug. 2008 | 23. Nov. 2007 | James Whitmore, Jr. | Gabrielle Stanton & Harry Werksman |
| 10 | Dornröschen                | Sleeping Beauty           | Auf Josef wird ein Attentat verübt. Alle denken, er wäre gestorben, doch Mick und Beth erfahren die Wahrheit: Er lebt. Und als sie die Spur zurückverfolgen, finden sie ein Geheimnis in Josefs Vergangenheit.                                                              | 18. Aug. 2008 | 14. Dez. 2007 | John Kretchmer      | Ron Koslow & Trevor Munson         |
| 11 | Ewige Liebe                | Love Lasts Forever        | Josh will einen hohen Gangster überführen. Doch dieser droht ihm und Beth. Josh bittet Mick daher, auf Beth aufzupassen. | 25. Aug. 2008 | 11. Jan. 2008 | Paul Holahan        | Josh Pate                          |
| 12 | Das Heilmittel             | The Mortal Cure           | Mick erfährt von Coraline, dass es ein Heilmittel gibt. Doch ihr Bruder versucht, sie zu töten. Coraline gibt Mick das Heilmittel und er wird wieder zum Menschen. | 8. Sep. 2008  | 18. Jan. 2008 | Eric Laneuville     | Chip Johannessen                   |
| 13 | Kurzes Glück               | Fated to Pretend          | Mick genießt sein Leben als Mensch und kommt Beth endlich näher. Dann findet Beth die Chefredakteurin tot im Büro. Ihr Mörder ist ein Vampir. | 15. Sep. 2008 | 25. Apr. 2008 | David Barrett       | Gabrielle Stanton & Harry Werksman |
| 14 | Klick                      | Click                     | Mick beschützt eine junge, erfolgreiche Schauspielerin vor ihren Paparazzi. Gleichzeitig fordert Beths neuer Chefredakteur von ihr, weniger zu prüfen und mehr zu publizieren. Als dann die Schauspielerin stirbt, untersucht Mick den Fall. Dabei folgt ihm ein Paparazzo. | 15. Sep. 2008 | 2. Mai 2008   | Scott Lautanen      | Erin Maher & Kathryn Reindl        |
| 15 | Was zurück bleibt …        | What’s Left Behind        | Ein kleiner Junge wird entführt. Mick sucht den Jungen – doch er erinnert sich auch an die schon verstorbenen Großeltern des Jungen. Es waren einst gute Freunde von ihm.                                                                                                   | 22. Sep. 2008 | 9. Mai 2008   | Chris Fisher        | Jill Blotevogel                    |
| 16 | Sonata                     | Sonata                    | Dominik, ein Basketballspieler, wird bei der Eröffnung eines neuen Stadions, das Josef finanziert hat, ermordet. Sein Mörder ist die Vampirin Emma. Als sie verhaftet wird, droht sie, alle Vampire in L.A. zu verraten.                                                    | 22. Sep. 2008 | 16. Mai 2008  | Fred Toye           | Ethan Erwin                        |